# Raymond Passello
Raymond Passello (ur. 12 stycznia 1905 w Genewie, zm. 16 marca 1987 tamże) – szwajcarski piłkarz grający na pozycji napastnika. W reprezentacji Szwajcarii rozegrał 18 meczów i strzelił 3 gole.

## Kariera klubowa
W swojej karierze piłkarskiej Passello grał w klubie Servette FC. Zadebiutował w nim w 1924 roku i grał w nim do 1936 roku. Wraz z Servette pięciokrotnie zostawał mistrzem Szwajcarii w sezonach 1924/1925, 1925/1926, 1929/1930, 1932/1933 i 1933/1934. Zdobył też Puchar Szwajcarii w sezonie 1927/1928.

## Kariera reprezentacyjna
W reprezentacji Szwajcarii Passello zadebiutował 25 października 1925 roku w przegranym 0:4 towarzyskim meczu z Niemcami, rozegranym w Bazylei. W 1934 roku został powołany do kadry na mistrzostwa świata we Włoszech. Na nich rozegrał jeden mecz, w 1/8 finału z Holandią (3:2). Od 1925 do 1934 roku rozegrał w kadrze narodowej 18 meczów i strzelił 3 gole.